# 8인의 배신자
8인의 배신자(Traitorous eight)는 1957년 쇼클리 반도체 연구소를 떠나 페어차일드 반도체를 설립한 8명의 직원으로 구성된 그룹이었다. 윌리엄 쇼클리는 1956년에 새로운 반도체 장치를 개발하고 생산할 목적으로 젊은 박사 학위 소지자 그룹을 모집했다. 쇼클리는 노벨 물리학상을 수상했고 경험이 풍부한 연구자이자 교사였지만, 그룹에 대한 그의 관리 방식은 권위주의적이고 인기가 없었다. 이는 쇼클리의 연구 집중이 결실을 맺지 못하면서 더욱 심화되었다. 쇼클리를 대체하라는 요구가 거부된 후, 8인은 회사를 떠나 자체 회사를 만들었다.
쇼클리는 이들의 퇴사를 "배신"이라고 설명했다. 쇼클리 반도체를 떠난 8인은 줄리어스 블랭크, 빅터 그리니치, 진 호에르니, 유진 클라이너, 제이 라스트, 고든 무어, 로버트 노이스, 셸던 로버츠였다. 1957년 8월, 그들은 셔먼 페어차일드와 계약을 맺었고, 1957년 9월 18일, 페어차일드 반도체를 설립했다. 새로 설립된 페어차일드 세미컨덕터는 곧 반도체 산업의 선두주자로 성장했다. 1960년에는 실리콘 밸리의 인큐베이터가 되었고 인텔과 AMD를 포함한 수십 개의 기업을 직접 또는 간접적으로 설립하는 데 관여했다. 이러한 많은 분사 기업은 "페어칠드런"으로 알려지게 되었다.

## 같이 보기
- 마틴 아탈라
- 니프티 피프티
- 페이팔 마피아